# Cantonul Belfort-Sud
Cantonul Belfort-Sud este un canton din arondismentul Belfort, departamentul Territoire de Belfort, regiunea Franche-Comté, Franța.